# محمود محمدی (کشتی‌گیر)
محمود محمدی (زاده ۱۳۵۹ در تهران)، کشتی‌گیر ایرانی، صاحب بازوبند پهلوانی ایران در سال ۱۳۷۹ و هفدهمین پهلوان تاریخ معاصر ایران‌زمین می‌باشد.

## زندگی ورزشی
محمود محمدی فعالیت‌های جدی در ورزش کشتی را از سال ۱۳۷۴ در باشگاه شفق کرج آغاز کرد و تاکنون توانسته است به عناوین مختلف ملی و بین‌المللی دست پیدا کند.
پس از خروج از ایران و در ژانویه ۲۰۱۲، محمدی در جام بین‌المللی ماراش ترکیه به عنوان قهرمانی در وزن ۱۲۰ کیلوگرم دست می‌یابد. همچنین وی در سه جشنواره جایزه بزرگ کشتی سنتی ترکیه جایزه اول را کسب کرده است.
در حال حاضر محمدی علاوه بر کشتی، در ورزش‌های رزمی ترکیبی (MMA) که شامل کشتی، جوجیتسو برزیلی و تای بوکس می‌شود فعالیت دارد. وی همچنین با گرایش فنون کشتی، تیم تاپ یو اف سی هلند را مشاوره و تمرین می‌دهد.

## کشتی پهلوانی
او از رده سنی نوپهلوانان ۱۴٬۱۵ سال در مسابقات کشتی پهلوانی شرکت کرده و عناوین متعددی کسب کرده که از جمله می‌توان به قهرمانی تهران (پهلوان پایتخت و نایب پهلوان پایتخت) ،(پهلوان کشور) در رده‌های سنی نو پهلوانان و نوخواستگان اشاره کرد، این قهرمانی‌ها ادامه داشت تا سال ۱۳۷۹ خورشیدی که عنوان پهلوان سنگین‌وزن بزرگسالان کشور را با ۹۵ کیلوگرم وزن و ۱۹ سال سن کسب کرد در آن سالها کشتی پهلوانی مسابقه برون مرزی نداشت، ضمن اینکه بعنوان تنها یا اولین ایرانی در سه جشنواره مهم در کشتی روغنی و کاراکوجا در کشور ترکیه که تقریباً با همان شرایط بر روی چمن برگزار می‌شود عنوان قهرمانی را (باش پهلوان) را کسب کرد.

## مربیان

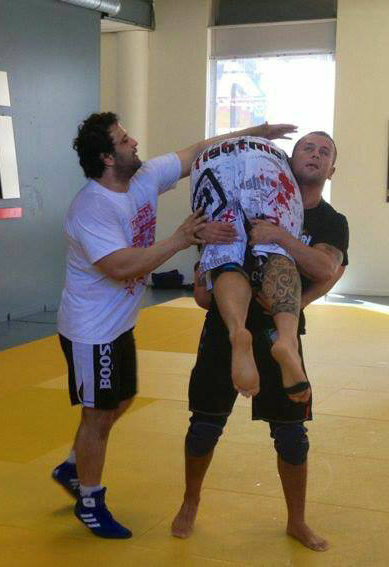
تصویر مربوط به سمینار کشتی در هلند

محمود محمدی از سال ۷۴ تمرینات خود را در باشگاه شفق کرج زیر نظر محمد کرمانی به صورت اصولی آغاز کرد.

## پیشینه مربیگری
- کاپادوکیا ترکیه ۲۰۱۲
- سی اس آ هلند ۲۰۱۳
- اسپرت ویژن هلند ۲۰۱۳

و با ساندو هلند به مقام قهرمانی در لیگ کشتی باشگاه‌های هلند ۲۰۱۴ دست یافت.
تیم هلند جهت شرکت در مسابقات جهانی تاپ یو اف سی از مشاوره و مربیگری محمدی در زمینه فنون کشتی استفاده می‌کند.